# География на Казахстан
Казахстан, официално Република Казахстан (на казахски: Қазақстан Республикасы) е суверенна държава в централната част на Евразия. Площ 2 724 902 km² (4-то място по големина в Азия и 9-о място в света). Население на 1 януари 2019 г. 18 411 699 души. Столица град Астана (стари имена Акмолинск, Целиноград, Акмола, Нур Султан).

## Географско положение
Казахстан заема части от Средна и Северозападна Азия, а западната част на страната е разположена в Източна Европа. На северозапад и север граничи с Русия (дължина на границата 7548 km), на изток – с Китай (1783 km), на юг – Киргизстан (1242 km) и Узбекистан (2351 km) и на югозапад – с Туркменистан (426 km). Обща бобена дължина на сухоземните граници 13 393 km. На запад се мие от водите на Каспийско море (дължина на бреговата линия 2320 km), а на югозапад – на Аралско море (792 km). Дължина от запад на изток 2963 km, ширина от север на юг 1652 km.
Територията на Казахстан се простира между 40°34′ и 55°27′ с.ш. и между 46°30′ и 87°19′ и.д. Крайните точки на страната са следните:
- крайна северна точка – (55°26′31″ с. ш. 68°58′51″ и. д. / 55.441944° с. ш. 68.980833° и. д.), в Североказахстанска област, на границата с Русия.
- крайна южна точка – (40°34′07″ с. ш. 68°34′54″ и. д. / 40.568611° с. ш. 68.581667° и. д.), в Туркестанска област, на границата с Узбекистан.
- крайна западна точка – (48°25′57″ с. ш. 46°29′34″ и. д. / 48.4325° с. ш. 46.492778° и. д.), в Западноказахстанска област, на границата с Русия,
- крайна източна точка – (49°13′51″ с. ш. 87°18′55″ и. д. / 49.230833° с. ш. 87.315278° и. д.), в Източноказахстанска област, на границата с Русия.

## Геоложки строеж, полезни изкопаеми

### Геоложки строеж
На запад в пределите на Казахстан влиза голяма част от Прикаспийската синеклиза на Източноевропейскана платформа, в която мощността на фанерозойския слой достига 16 – 18 km. В средната част от разреза на синеклизата заляга мощна (4 – 6 и повече km) соленоносна серия от горния и, възможно, от средния палеозой, включваща залежи на каменни и салиеви соли, а също и барити. Солта образува голямо ядро, състоящо се от над 350 солени купола. Със соленокуполните структури са свързани експлоатираните нефтени и нефтогазови находища, които са привързани към пермски-триаските, юрските, кредните и пелеогенните наслаги. Долнокредните наслаги съдържат находища на фосфорити. В пределите на платото Устюрт залягат мощни (на места нефтогазоносни) утаечни слоеве от мезозоя и кайнозоя, покриващи издигнатите и пропадналите райони и изградени от палеозойски скали. Последните на голяма дълбочина подстилат древния фундамент, преработен от палеозойските движения.
Планината Мугоджари е изградена от докамбрийски и палеозойски сложно построени нагънати метаморфозирани магматични и утаечни слоеве, пронизани от интрузивни гранитоиди, основни скали и хипербазити. В зеленокаменния силурски слой тук са открити находища на медни руди. На изток и юг от Мугоджари палеозойският фундамент се разпростира по цялата територия на Казахстан. В Тургайската падина той заляга на дълбочина от няколко десетки до 1000 m. Към фундамента на Тургайската падина са привързани находищата на магнетитови руди (Соколовско, Сарбайско, Качарско и др.). Лежащите върху палеозойския фундамент почти хоризонтално кредни, палеогенови и неогенови наслаги включват находища на кафяви железни руди (Аятско и Лисаковско), кафяви въглища (Убагански басейн), боксити (Амангелдински находища).
Фундаментът на Чуйската падина се намира на дълбочина 500 – 2000 m и е препокрит с наслаги от средния и горния палеозой (с големи залежи на медни пясъчници при Жезказган и мощна соленоносна серия), а също и с континентални скали от мезокайнозоя. В северната част на пустинята Къзълкум и Приаралието фундаментът е препокрит с палеозойски и мезозойски слоеве с мощност 1000 – 4000 m. В пределите на полуостров Мангишлак долните хоризонти на фундамента са с пермска и триаска възраст, с мощност над 10 km и образуват система от смачкани нагънати пластове със западно-северозападно направление. Към мезозойските скали са привързани големите находища на нефт и природен газ (Жетъбай, Узен и др.), а с мезозойските наслаги – находищата на кафяви въглища.
Силно нагънатите и деформирани палеозойски пластове излизат на повърхността в планините Алтай, Тарбагатай, Джунгарски Алатау, северните хребети на Тяншан, Каратау и в Централен Казахстан. Разнообразните по състав комплексни скали достигат мощност до няколко десетки km. Най-древните скали са метаморфозирани и са превърнати в гнайси и шисти. Горните части на комплекса са изградени от слабо изменени скални породи.
Сред допалеозойските и палеозойските образувания по време на проявлението на главните тектонски движения се обособяват комплекси, обхванати от каледонската и херцинската нагъвателни епохи. Каледонидите образуват обширния древен масив обхващащ целия северозапад и запад на Централен Казахстан, а също Северен Тяншан. Херцинидите изграждат планината Мугоджари, фундаментът на западните части на Тургайската падина, южните части на Къзълкум, Прибалхашието, Джунгарски Алатау, Тарбагатай, Алтай и Чингизтау. В редица места (Мугоджари, Прибалхашие, Северн Тяншан, Руден Алтай, Калбински хребет) са разпространени вулканични наслаги и гранити с къснопалеозойска възраст, а на места и пояси от хипербазити. Палеозойските и по-древните скали образуват нагънати дъги, разтегнати в югозападно направление. В Мугоджари и на запад в Централен Казахстан те имат меридионално простиране, а в Тяншат, Джунгарски Алатау, в изтачните части на Централен Казахстан и в Алтай – широчинно и северозападно направление. В много планински области на Казахстан енергично се проявяват нови тектонски движения и свързаните с тях сеизмични явления.

### Полезни изкопаеми
С нагънатия палеозойски фундамент на Казахстан са привързани много големи находища на рудни и нерудни полезни изкопаеми, сред които се открояват находищата на медни и полиметални руди в Руден Алтай, Централен Казахстан, Джутгарски Алатау, Каратау. С палеозойските гранитоиди са свързани находищата на редки метали в Калбинския хребет и Централен Казахстан. Златните находища са концентрирани в Северен и Източен Казахстан. Значителни количества злато се съдържа в полиметалните находища в Руден Алтай, Чингизтау, Майкаин. Желязно-манганови и железни руди са открити в Атасуйския желязно-манганов и Карсапкайския железнорудни басейни. Падините на палеозойския фундамент са заети от Карагандинския и Екибастузкия каменовъглен и Майкубенския кафявовъглени басейни. Във вулканогенните скали и ултрабазитите на нагънатия Мугоджарски комплекс са разпространени находища на хромови руди (Донско находище), никел, кобалт, мед, злато, азбест и др. Камбрийските въглено-силициеви шисти включват дебели пластове от фосфорити и ванадий (Каратауско находище). По запаси и разнообразие на полезните изкопаеми Казахстан заема едно от челните места в света – хром, мед, олово, цинк, сребро, волфрам, фосфорити, барит, молибден, кадмий, бисмут, асбест, пирофилит и др.

## Природа
Територията на Казахстан се простира от долното течение на река Волга на запад до планината Алтай на изток на протежение от 2963 km и от Западносибирската равнина на север до планините на Тяншан на юг на протежение от 1652 km. Най-характерната черта на Казахстан е неговото разположение в центъра на континента Евразия и липсата на излаз на открит морски басейн за толкова голяма по територия страна. В крайния югоизточен ъгъл на страната се извисява масивът Хан Тенгри с едноименния връх Хан Тенгри 7010 m (42°12′39″ с. ш. 80°10′30″ и. д. / 42.210833° с. ш. 80.175° и. д.), най-високата точка на страната. Там се среща рядкия вид наречен.

### Релеф
Релефът на Казахстан е твърде разнообразен. тук има високи, покрити с ледници планини, хълмисти средновисоки планини и платообразни възвишения, обширни равнини и низини. Северозападната част на страната се заема от южните разклонения на възвишението Общ Сърт и Предуралското плато (височина до 354 m). На юг от тях лежи обширната и плоска Прикаспийска низина, височината на която се колебае от нивото на Каспийско море (-28 m) до 50 m на океанското равнище. В югозападната част е разположен полуостров Мангишлак, като неговата северна част представлява солончакова низина, централната част е заета от възвишението Каратау (височина до 556 m), а на юг лежат дълбоки безотточни падини, дъната на които са под морското равнище: Карагие (-132 m), Карънжарък (-70 m), Каунди (-54 m). На изток от Мангишлак е пустинното плато Устюрт (височина до 340 m), окунтурено от стръмни обриви, т.нар. чинкове. Северните му понижени части са заети от солончаци и пустини (Сам, Асмантай-Матай, Каратулей). На североизток Прикаспийската низина е ограничена от южните разклонения на Урал и планината Мугоджари (височина до 657 m). На североизток от Мугоджари е разположено Тургайското плато (височина 200 – 400 m), което на юг преминава в Туранската низина, заето от пустините Къзълкум (височина от 53 до 332 m) и др. На север от Аралско море се намират други големи пясъчни масиви Големи и Малки Барсуки и Приаралски Каракум.
На север Западносибирската равнина навлиза в пределите на страната със своята южна периферия. Централната част се заема от обширната Казахска хълмиста земя (Саръарка), представляваща остатък от древна разрушена планинска система, като в нейните предели са разположени отделни ниски планински масиви Къзълрай (1656 m), Каркаралински планини (1366 m), Улутау (1133 m) и др. На юг Казахската хълмиста земя преминава в една от най-безводните пустини – Бетпак Дала (височина 250 – 550 m). На юг от нея големи пространства са заети от пясъчните масиви на пустинята Мойънкум (височина до 66 m). На изток от Бетпак Дала е разположена обширната област на Седморечието (височина до 700 m). По-голямата част от него се заема от Балхашката котловина с пясъците на пустинята Саръ-Ишикотрау, която на югозапад се съединява с Илийската падина, а на изток – със Сасъккол-Алаколската падина.
На изток и югоизток са разположени южните вериги на Алтай (Южен и Руден Алтай) с височина до 4506 m (връх Белуха), а също и планинските масиви Саур (3805 m), Тарбагатай (2992 m), Джунгарски Алатау (4463 m) и хребетите на Северен и Западен Тяншан: Кетмен (3638 m), Чу-Илийски планини (1520 m), Заилийски Алатау (4973 m), части от Кунгей Алатау (4213 m) и Киргизки хребет (3817 m), Таласки Алатау (4488 m), Угамски хребет (4229 m) и Каратау (2176 m).

### Климат
Отдалечеността на страната от океаните, обширността на територията ѝ и особеностите на орографията обуславят рязката континенталност и зоналност на климата. Благодарение на южното си положение и незначителната облачност слънчевата радиация над страната е значителна. Продължителността на слънчевото греене съставлява от 2000 часа годишно на север до 3000 часа на юг. Сумарната радиация се увеличава от север на юг от 100 kkal/cm² до 140 kkal/cm². На север зимата е студена и продължителна, в централните части умерено студена, на юг предимно умерено мека и краткотрайна, а в крайния юг – мека. Средната януарска температура се повишава от -18 °C на север до -3 °C в крайните южни равнинни райони. През зимата, вследствие проникването от север и северозапад на студени континентални и арктични въздушни маси, в северните и централните части на Казахстан се наблюдават студове до -45 °C на север, а на юг понякога до -35 °C. В равнините лятото е продължително и сухо. На север то е топло, в централните части много топло, а на юг – горещо. Средната юлска температура нараства от 19 °C на север до 28 – 30 °C на юг. В планините лятото е кратко, умерено, а зимата е сравнително топла. Валежите почти повсеместно са малко. Средната годишна сума на валежите в лесостепните райони е 300 – 400 mm, в степите тяхното количество се понижава до 250 mm, в Казахската хълмиста земя нараства до 300 – 400 mm, а в полупустинните и пустинните райони се снижава до 200 – 100 mm. особено ниско е количеството на валежите (под 100 mm годишно) в Прибалхашието, на югозапад в пустинята Приаралски Каракум и в южните части на платото Устюрт. В предпланинските и планинските райони годишната сума на валежите нараства от 400 до 1600 mm. На север и в централните части на страната максимумът на валежите е през летните месеци, а на юг – през ранната пролет. Почти за цялата територия на Казахстан са характерни силните ветрове. През зимата на север преобладават югозападните ветрове, на юг – североизточните, а през лятото навсякъде господстват северните ветрове. Продължителността на вегетационния период (минимална денонощна температура 5 °C) е от 190 – 200 денонощия на север до 230 – 290 денонощия на юг.

### Води
Разнообразието на релефа и климата обуславят неравномерното разпределение на повърхностните води. Те са много малко в пустините и значително повече на север и в планинските райони.

#### Реки
В Казахстан протичат около 85 хил. реки, като 90% от тях са малки реки и временни потоци с дължина под 10 km и само 228 реки имат дължина над 100 km. Източните и южните добре овлажнени високопланински райони, от които се стичат най-големите реки, се характеризират с гъста речна мрежа (0,2 – 0,4 km/km². В северните части на страната този показател е 0,03 – 0,05 km/km², а в пустините още по-малък. Голяма част от реките на страната принадлежат към вътрешните затворени водосборни басейни на Каспийско и Аралско море, езерата Балхаш, Тенгиз, Шалкартениз, Карасор и др. и само реките Иртиш, Ишим и Тобол се отнасят към басейна на река Об. Най-големите реки от басейна на Каспийско море са Урал и Емба, Аралско море – Сърдаря. В езерото Балхаш от юг се вливат реките Или, Каратал, Аксу, Лепсъ, а от север – Аягуз, Баканас и Токрау. Езерото Тенгиз освен малките временни реки, приема водите на една от най-големите казахстански реки – Нура. Водосборните басейни на по-малките реки: Иргиз, Тургай, Саръсу, Чу и др. образуват самостоятелни и затворени водосборни басейни. Преобладават равнинните реки със снежно подхранване и ясно изразено пролетно пълноводие. Много от тях през лятото пресъхват напълно или се разпадат на отделни водни участъци. На юг и изток много от планинските реки са с преобладаващо ледниково и снежно подхранване, пълноводието им е през късната пролет и през лятото и играят важно значение за селското стопанство. От тях ежегодно може да се добие над 160 млрд. квт.ч. електроенергия. Общият повърхностен отток в пределите на Казахстан е 112 km³ годишно. На юг водите на реките масово се използват за напояване, като на много от тях са изградени отклоняващи се магистрални напоителни канали. От река Иртиш се отклонява каналът Иртиш-Караганда, построен за снабдяване с вода на промишлените предприятия в центъра на страната. За регулиране на годишния отток на река Сърдаря и използването на водите ѝ за напояване са съоръжени Къзълординското, Шардаринското и Казалинското водохранилища, на иртиш – Бухтарминското водохранилище, на Или – Капчагайското водохранилище, на Тобол – Каратомарското водохранилище, на Ишим – Сергеевското водохранилище и др. Реките Иртиш, Или, Урал и Сърдаря (от устието до град Казалинск) са плавателни.

#### Езера, подземни води
В Казахстан има над 48 хил. езера с обща площ 45 хил.km², като 94% от тях имат площ под 1 km², като това са основно крайречни и делтови езера. Езерата с площ над 100 km² са 21. Сред тях са Балхаш, Зайсан (влязло в състава на Бухтарминското водохранилище), Алакол, Тенгиз, Силетитениз, Сасъккол, Кушмурун, Маркакол, Улкен-Карой и др. В пределите на Казахстан влизат северните и североизточните части на Каспийско море и остатъците от северните части на Аралско море. В страната има над 4 хил. малки язовира и няколко големи водохранилища. Болшинството от езерата са безотточни. тяхното ниво рязко се колебае през сезоните, а очертанията и размерите им периодично се променят. През лятото много от тях пресъхват или се превръщат в соли или солончаци. Най-много са езерата в северната част на страната, където има множество изолирани и затворени понижения. В степната зона, в планините и по долините на големите реки преобладават сладководните езера, а в полупустинните и пустинните райони – солените. В много от тях се добиват разнообразни соли, а в над 30 езера има лечебна кал и тиня.
В много райони на Казахстан има големи запаси от пресни и слабосолени подземни води, които частично се използват в промишлеността и селскостопанските предприятия. Подземните води на страната се оценяват на около 7 хил.km³. Има и множество минерални източници.

#### Ледници
Общото число на ледниците превишава 2700, а тяхната площ е около 2000 km², а цялата маса на леда и фирна на около 60 млрд.m³. Долинните ледници съставляват около 1/5 от всичките ледници, но на тях се отрежда над 1/2 от общата площ. Основните райони заети от ледници са Джунгарски Алатау, хребетите на Тяншан и Барелският ледников възел в Алтай.

### Почви
Почвената покривка на Казахстан се характеризира със своята ясно изразена широчинна и височинна зоналност. На север до 52° с.ш. преминава тясна ивица от черноземни почви, като тя се дели на излужени черноземи, заемащи малка част от лесостепната зона в Североказахстанска област, обикновени черноземи на умерено засушливите степи (4,6% от почвите в страната) и южни черноземи в засушливите степи (4,9%). На юг от черноземите между 52 и 48° с.ш. са разположени канелените почви, които се делят на тъмно канелени в умерено сухите степи (10,5%), типични канелени в сухите степи (9,6%) и светло канелените почви в полупустините (14,2%). Териториите заети от черноземните и тъмно канелените почви са почти на 100% селскостопански усвоени. Южно от 48° с.ш. са разпространени кафявите и сивокафявите пустинни почви, редуващи се с масиви от пустинни пясъчни и такировидни почви. Тук се открояват кафявите почви от северната пустинна подзона (21,6%) и сивокафявите, привързани към средната и южната пустинна подзона (22%). Последните в планините на Западен и Северен Тяншан се сменят със сиви и светло канелени почви на предпланинските равнини и подножия. Нагоре в планините на Западен Тяншан е разположен поясът на планинските кестеняви почви, а в планините на Северен Тяншан, Саур, Тарбагатай и Западен Алтай – с пояс от планински тъмно канелени, канелени и планински черноземни почви. Над този пояс в Северен Тяншан следва поясът планинските излужени черноземи, планински сиви горски и планински тъмноцветни горски почви, а в Западен Алтай нагоре следват планинско-ливадни черноземновидни и сиви горски почви. Още по-нагоре във всички планински райони е разположен поясът на планинско-ливадните субалпийски и алпийски почви. Планинските почви заемат 12,6% от територията на Казахстан.

### Растителност
Растителността на Казахстан се отличава със своето богато разнообразие. Равнините на страната по характера на растителността си се делят на 3 основни зони: степна, полупустинна и пустинна. В степната зона (северната част на Казахстан) преобладава разнообразна тревиста растителност (коило, степна тимотейка, власатка, тънконог, овсец, пелин, а по долините на реките – пирен). В крайния север на степната зона има отделни островни брезови горички (с примеси от осика) и храсталаци. По пясъците около реките Иртиш и Тобол и по гранитните масиви на Казахската хълмиста земя са се съхранили малки участъци от борови гори. За сухите степи е характерна власато-коилова растителност. В полупустинната зона господства пелиново-тревистата растителност (бял и черен пелин, тирсик, власатка). Най-големи площи заема зоната на пустините (пясъчни, глинести и чакълести). Растителната покривка в глинестите и чакълестите пустини е представена от сухоустойчиви храсти, полухрасти и храсталаци, разнообразени от солянка и пелин в съчетание с няколко вида треви (прутняк, сарсазан, биюргун, боялич, лобода, солерос, бял и черен пелин, астрагал, жантак, терескен, тамарикс и др.). В пясъчните пустини са разпространени пясъчен пелин, джузгун, пясъчна акация, бял саксаул и др. По долините на големите реки в пустинната зона се срещат галерийни гори (средноазиатска маслина, топола туранга, ива, тамарикс, чингил), а покрай езерата и реките – тръстика. Пустинната растителност служи за зимни и отчасти целогодишни пасища. За предпланинските равнини и планинските подножия много характерни са ефемерите и ефемероидите (остирца, луковична метличина, пъстър мак, лале и др.). Предпланинските подножия са покрити със степна растителност. Нагоре се срещат храсти (кучешка роза, орлов нокът, барбарис), редки гори от осика и бреза, а в Заилийски Алатау, освен тях, дива ябълка, средноазиатски портокал, глог. За средния горски пояс типични са иглолистните гори. В Алтай те имат сибирски облик и се състоят от сибирска лиственица, смърч, бор, ела и кедър с гъст храстов подлес. В Джунгарски Алатау са разпространени тяншански смърч, който на места е примесен със сибирска ела. На юг в Тяншан елата изчезва и остава само тяншанският смърч. Над горския пояс се намират субалпийски и алпийски пасища, съставени от косовидна кобрезия, острица, манжетка, метличина и други тревни формации, явяващи се прекрасни летни пасища. В по-високите части на тяншанските хребети се среща туркестанска хвойна. Горите заемат около 10 млн.ха (3% от територията на Казахстан), като основните горски масиви са съсредоточени в Алтай, Джунгарски Алатау и в източните части на Тяншан.

### Животински свят
В съвременната фауна на Казахстан има 155 вида бозайници, 480 вида птици, 49 вида влечуги, 11 вида земноводни, около 150 вида риби и множество безгръбначни. От бозайниците най-разпространени са гризачите: в степите – лалугер, хамстер, в пустините – пясъчник, в Северен Казахстан край водоемите – воден плъх, повсеместно различни видове мишки, мармот, заек. От копитните в пустините и полупустините обитават антилопи сайга и джейран, в планините на Алтай и Тяншан – марал, дива свиня, планински козел, планински овен архар, в равнините и останалите планини – глиган и сърна. От хищниците по цялата територия на страната се срещат вълк, лисица, язовец, невестулка, светъл пор. В горите на Алтай и Тяншан обитават кафява мечка, снежен барс, рис, росомаха, белка. Птичият свят е представен от сива гъска, множество други водоплаващи птици (сива и бяла чапла, корморан, пеликан, жерав), а по бреговете на езерото Тенгиз – фламинго. В равнините има много костенурки, гущери и змии.

### Природни райони
В пределите на равнинните части на Казахстан (включително Казахската хълмиста земя и островните възвишения), заемащи около 90% от територята на страната, отчетливо се проявява широчинната природна зоналност – от лесостепната зона на север до пустинната на юг. Източноевропейската равнина на територията на Казахстан включва заволжката съртова възвишеност, източната част на Прикаспийската низина и Предуралското плато. Планината Урал – Южноуралските планини, Мугоджари и Зауралското плато. Западносибирската равнина – южната лесостепна и степна зона. Туранската низина – пустинните райони на Мангишлак, Устюрт, Тургайското плато, Приаралието, Къзълкум, Бетпак Дала, Мойънкум, Балхаш-Алаколската котловина. В централната част на Казахстан е разположена Казахската хълмиста земя. Югоизточните и източните части на страната са заети от планини и междупланински котловини на Западен и Южен Алтай, Саур, Тарбагатай, Джунгарски Алатау, Северн и западен Тяншан и техните разклонения, в пределите на които във височина господстват различни видове ландшафти от южносибирските на север до степните и пустинните на юг.